# Cytheretta rothwelli
Cytheretta rothwelli är en kräftdjursart som beskrevs av Joseph Swain och Gilby 1974. Cytheretta rothwelli ingår i släktet Cytheretta och familjen Cytherettidae. Inga underarter finns listade i Catalogue of Life.